# Paromomicina

Imagen de la estructura molecular de la paromomicina.
Número CAS: 1263-89-4
PubChem: 165580
Fórmula: C_{23}H_{47}N_{5}O_{18}S
Peso molecular: 615.63 g/mol

El sulfato de paromomicina es el nombre de un antibiótico oligosacárido del grupo de aminoglucósidos indicado en medicina humana y veterinaria para el tratamiento de infecciones intestinales causadas por amebas y la criptosporidiosis. La paromomicina es un medicamento huérfano que se indica también, desde 2005, para el tratamiento de la leishmaniasis visceral. La paromomicina actúa inhibiendo la síntesis de proteínas en microorganismos al unirse a la subunidad 16s del ARNr. Según el propio prospecto puede ser utilizado como medicamento alternativo en teniasis y disentería bacilar (comercializado por PARKE-DAVIS, grupo Pfizer). Puede haberse catalogado como huérfano en el pasado, pero en la actualidad puede comprarse en cualquier farmacia como Fórmula Magistral (con receta médica).

En veterinaria se emplea para tuberculosis causada por organismos resistentes a los fármacos de primera línea. Debido a que se absorbe mal en el intestino, la paromomicina también se indica en el tratamiento de la amebiasis por Entamoeba histolytica.
Otras indicaciones en humanos:
1. Diarreas
2. Gastroenteritis
3. Enterocolitis
4. Diverticulitis
5. Amebiasis
6. Giardiasis